# Парк «Глобы»
Парк им. Лазаря Глобы (до 1858 г. — Екатеринославский Казённый сад, до 1920-х гг. — разделён на два: Городской сад и Технический сад, в 1930-х гг. — парк Физкультурников, затем им. М. Хатаевича, в 1939—1991 гг. — парк им. Чкалова) — центральный парк города Днепр, одна из его достопримечательностей.

## История

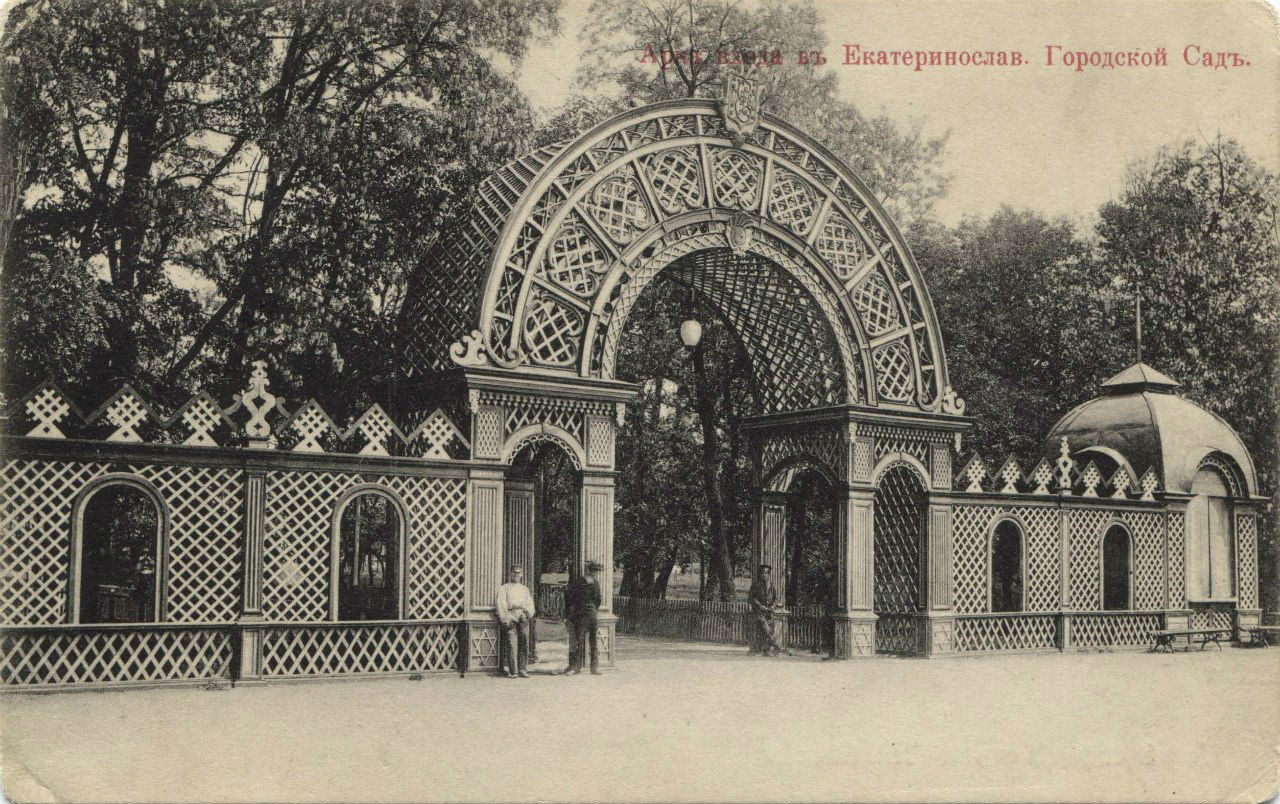
Арка главного входа в Городской сад (парк имени Глобы). Вид со стороны Екатерининского проспекта. Начало XX века.

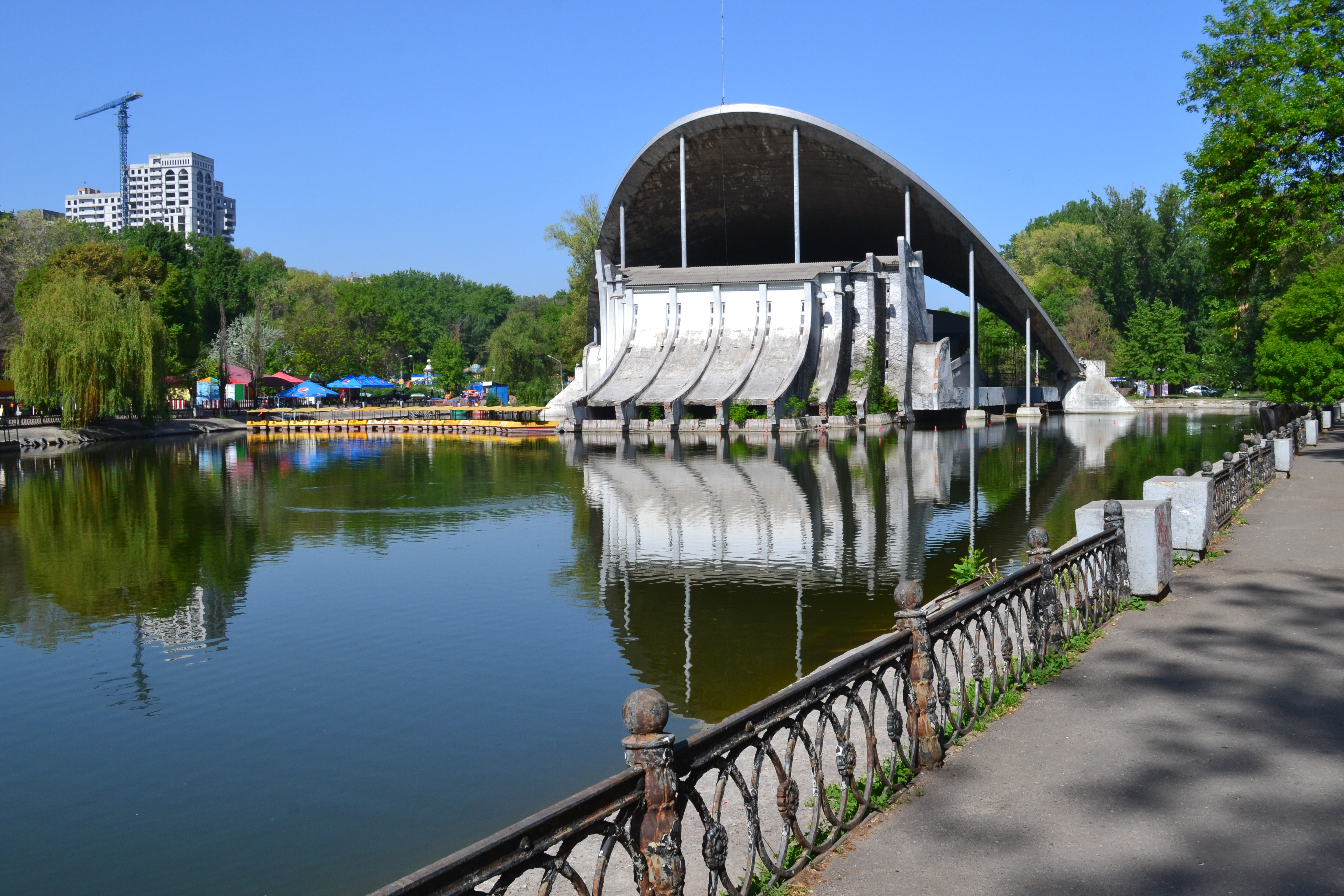
Летний театр в парке Глобы

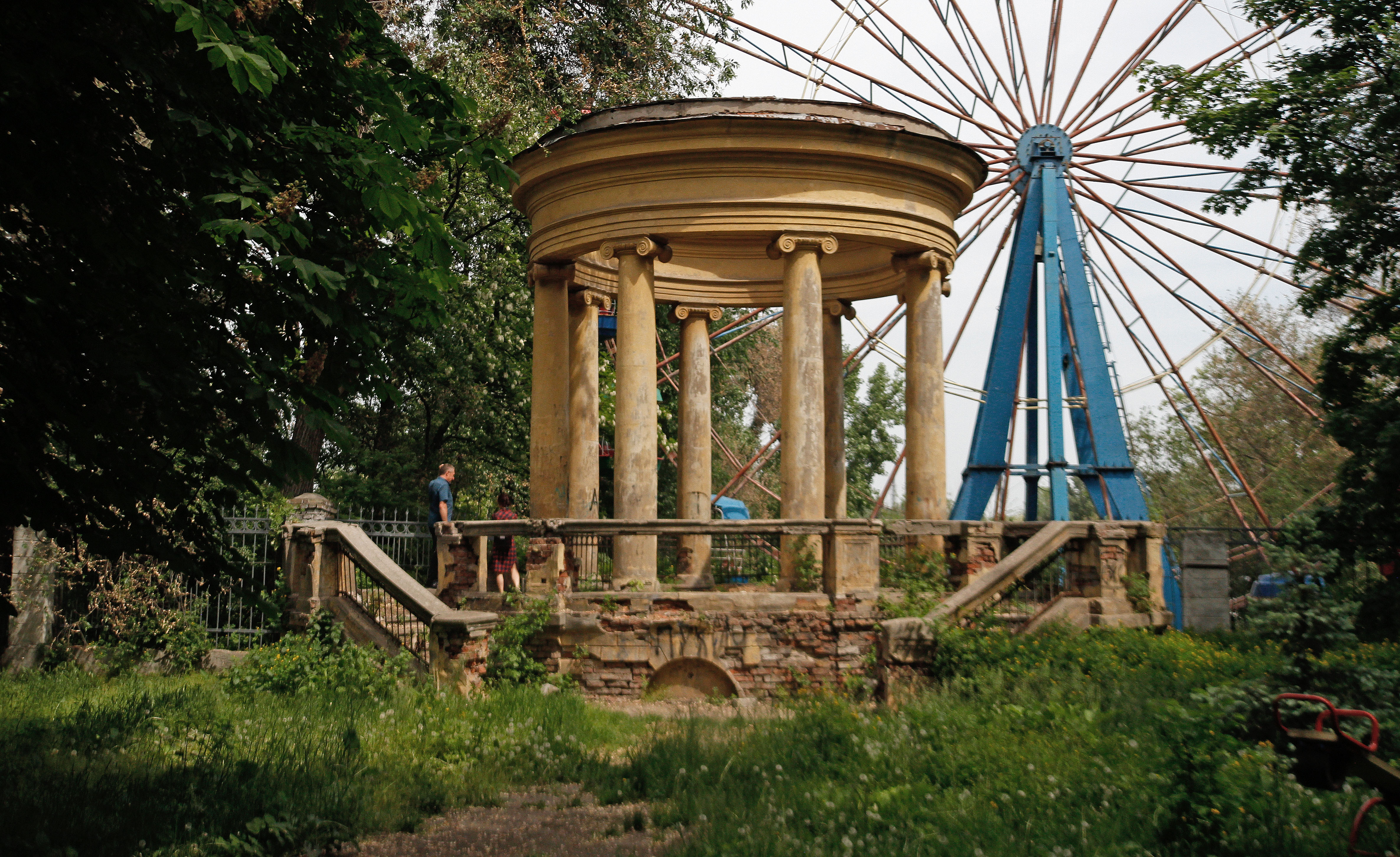
Ротонда

Основан в конце XVIII в. на берегах реки Половица, на участке, которым владел запорожский есаул войска Запорожского - Лазарь Глоба.
В первой половине XIX в. — один из двух главных зелёных массивов Екатеринослава.
Главным садовником Казённого сада состоял с 1807 по 1848 г. выдающийся специалист Адам Гуммель (по происхождению немец).
Во второй половине XIX — начале XX вв. — главный центр отдыха екатеринославцев, место проведения различных митингов и собраний. С 1-го июня по 10-е октября 1910 года в Техническом и Городском садах прошла сельскохозяйственная, промышленная и кустарная выставка. Равных по масштабам, которой не было за всё время.
В советское время перепрофилирован в «парк культуры и отдыха», назван в честь знаменитого летчика В. П. Чкалова, которому был установлен памятник на территории парка в 1981 году, архитектор В.П. Небоженко, (демонтирован в декабре 2023 года).

## Общая информация
Парк один из старейших в городе.
Постоянно действуют аттракционы, кольцевая детская железная дорога (май-сентябрь), картинг-центр, расположенный в западной части парка, зоопарк.
В середине декабря в восточной части парка устанавливается главная новогодняя ель г. Днепра.
В центре парка находится обширное озеро.
Современный адрес — проспект Дмитрия Яворницкого, 95.
24 апреля 2010 года к Дню Земли жители Днепра своими руками высадили в парке новую зелёную аллею длиной 80 метров.
В 2024 году 8 июня произошёл потоп после большого дождя.